# Jacopo Di Ronco
Jacopo Di Ronco (Tolmezzo, 17 gennaio 1990) è un ex sciatore alpino italiano.

## Biografia
Originario di Paluzza e attivo in gare FIS dal dicembre del 2005, Di Ronco ha esordito in Coppa Europa il 14 febbraio 2007 a Sella Nevea in supergigante, senza completare la prova; l'anno dopo ai Mondiali juniores di Formigal 2008 ha vinto la medaglia d'argento nello slalom speciale e il 9 marzo ha disputato la sua unica gara in Coppa del Mondo, lo slalom speciale disputato a Kranjska Gora e non completato da Di Ronco. Il 15 gennaio 2009 ha ottenuto il miglior piazzamento in Coppa Europa, a Oberjoch in slalom speciale (21º), e ai Mondiali juniores di Monte Bianco 2010 ha conquistato una seconda medaglia d'argento mondiale juniores, nella combinata; ha preso per l'ultima volta il via il 2 marzo 2013 a Monte Pora in slalom gigante, senza completare la prova, e si è ritirato al termine della stagione 2019-2020: la sua ultima gara è stata uno slalom gigante FIS disputato il 2 marzo a Ravascletto. Non ha preso parte a rassegne olimpiche o iridate.

## Palmarès

### Mondiali juniores
- 2 medaglie:
  - 2 argenti (slalom speciale a Formigal 2008; combinata a Monte Bianco 2010)

### Coppa Europa
- Miglior piazzamento in classifica generale: 164º nel 2009

### South American Cup
- Miglior piazzamento in classifica generale: 6º nel 2008
- 2 podi:
  - 2 vittorie

#### South American Cup - vittorie
| Data              | Località          | Paese   | Specialità |
| ----------------- | ----------------- | ------- | ---------- |
| 1º settembre 2007 | La Parva          | Cile    | SL         |
| 5 settembre 2007  | Termas de Chillán | Brasile | SL         |

Legenda:

SL = slalom speciale

### Campionati italiani juniores
- 2 medaglie:
  - 1 oro (slalom speciale nel 2008[1])
  - 1 argento (discesa libera nel 2006)[senza fonte]